# Nicola Bacciocchi
Nicola Bacciocchi (* 16. Dezember 1971) ist ein ehemaliger san-marinesischer Fußballspieler.

## Karriere
Bacciocchi spielte in San Marino und in Italien. Seine erfolgreichste Zeit hatte er beim FC Domagnano, wo er dreimal Meister wurde, viermal den Pokal gewinnen konnte und zweimal den Supercup geholt hat.
Für die Nationalmannschaft lief er 33 mal auf. Am 28. Oktober 1992 erzielte ein Tor gegen die Türkei, damit gehört Bacchiocchi zu den wenigen Spielern, die für San Marino ein Tor erzielen konnten. Das Spiel verlor San Marino mit 1:4.

## Erfolge
FC Domagnano
- Campionato Sammarinese di Calcio (3): 2001/02, 2002/03, 2004/05
- Coppa Titano (4): 1996, 2001, 2002, 2003
- Trofeo Federale (2): 2001, 2004